# Nancy Scozzari
Provvidenza Scozzari, detta Nancy (Palermo, 24 marzo 1980), è un'ex cestista italiana.
Playmaker-guardia di 170 cm, ha giocato con Priolo in Serie A1.

## Carriera
Arriva a Priolo come investimento sul futuro proveniente dalla Matteotti Palermo di Serie B.
È stata capitana della NBA-Zena in Serie B d'Eccellenza.

## Statistiche
Dati aggiornati al 17 luglio 2011.
| Stagione        | Squadra                 | Competizione | Partite | Partite | Partite | Statistiche tiro | Statistiche tiro | Statistiche tiro | Altre statistiche | Altre statistiche | Altre statistiche | Altre statistiche | Altre statistiche |
| Stagione        | Squadra                 | Competizione | Pres.   | Titol.  | Minuti  | Tiri da 2        | Tiri da 3        | Liberi           | Rimb.             | Assist            | Rubate            | Stopp.            | Punti             |
| --------------- | ----------------------- | ------------ | ------- | ------- | ------- | ---------------- | ---------------- | ---------------- | ----------------- | ----------------- | ----------------- | ----------------- | ----------------- |
| 2003-2004       | Acer Priolo             | Serie A1     | 5       | 0       | 17      | 1/2              | 0/1              | 1/2              | 1                 | 1                 | 2                 | 0                 | 3                 |
| 2004-2005       | Acer Priolo             | Serie A1     | 5       | 0       | 51      | 2/6              | 1/5              | 1/2              | 4                 | 2                 | 4                 | 0                 | 8                 |
| 2008-2009       | R.Motors Toyota Palermo | Serie B1     | 13      | 13      | 386     | 23/51            | 11/53            | 22/39            | 20                | 44                | 52                | 0                 | 101               |
| Totale carriera |                         |              |         |         |         |                  |                  |                  |                   |                   |                   |                   |                   |